# Spoorlijn Oiry-Mareuil - Romilly-sur-Seine
De Spoorlijn Oiry-Mareuil - Romilly-sur-Seine is een Franse spoorlijn van Oiry via Sézanne naar Romilly-sur-Seine. De gedeeltelijk opgebroken lijn was 83,9 km lang en heeft als lijnnummer 010 000.

## Geschiedenis
De lijn werd tussen 1870 en 1872 geopend door de Compagnie des chemins de fer de l'Est. Tussen december 1939 en oktober 1940 werd het personenvervoer stilgelegd, tegelijk met het goederenvervoer tussen Anglure en Romilly-sur-Seine na het vernielen van de spoorbrug over de Seine. 
Thans vindt er nog goederenvervoer plaats tussen Oiry-Mareuil en Sézanne.

## Treindiensten
De lijn is alleen in gebruik voor goederenvervoer.

## Aansluitingen
In de volgende plaatsen is of was er een aansluiting op de volgende spoorlijnen:
Oiry-Mareuil
RFN 070 000, spoorlijn tussen Noisy-le-Sec en Strasbourg-Ville
RFN 010 306, raccordement van Oiry-Mareuil
Fère-Champenoise
RFN 007 000, spoorlijn tussen Fère-Champenoise en Vitry-le-François
Sézanne
RFN 002 000, spoorlijn tussen Gretz-Armainvilliers en Sézanne
Romilly-sur-Seine
RFN 001 000, spoorlijn tussen Paris-Est en Mulhouse-Ville
RFN 004 000, spoorlijn tussen Mézy en Romilly-sur-Seine